# Karl Mäler
Karl Mäler, född 7 mars 1893 i Ådals-Lidens församling, Västernorrlands län, död 17 mars 1963 i Skarpnäcks församling, Stockholm, redaktör och riksdagsledamot (socialdemokrat).
Mäler var ledamot av riksdagens andra kammare från 1937. Han var även landstingsledamot från 1939.